# Accalathura crenulata
Accalathura crenulata là một loài chân đều trong họ Leptanthuridae. Loài này được Richardson miêu tả khoa học năm 1901.